# Конкурс пианистов имени Вана Клиберна
Международный конкурс пианистов имени Вана Клиберна (англ. Van Cliburn International Piano Competition) — конкурс академических пианистов. Проходит раз в четыре года с 1962 г. в городе Форт-Уорт (США, штат Техас). Был учреждён общественностью города в ознаменование победы Вана Клиберна на Первом Международном конкурсе имени Чайковского в Москве (1958).
Среди членов жюри конкурса в разные годы были Малкольм Фрагер, Максим Шостакович, Харолд Шонберг, Джон Огдон, Никита Магалофф и другие выдающиеся музыканты. 
Музыкальная критика, однако, высказывала замечания в адрес конкурса — отмечая, что конкурс имени Клиберна — как, впрочем, и другие соревнования этого рода — «ставят печать немедленного мастерства на тех, кто ещё не мастер». По мнению музыковеда Джозефа Горовица, Конкурс имени Левентритта и Конкурс Вана Клиберна представляют собой выразительное противостояние: первый воплощает собой характерные для американской музыкальной жизни 1940-х — 1950-х элитизм и сильную культурную зависимость от Европы, второй — типичное для более позднего этапа в американском культурном развитии преобладание популистских настроений, оптимизма и «небрежной наивности» (англ. heedless naivity).
С 1999 г. Фонд Вана Клиберна, ведающий конкурсом, проводит также Международный конкурс пианистов среди любителей.

## Лауреаты конкурса
| 1962 | Ральф Вотапек (США)                                 |
| 1966 | Раду Лупу (Румыния)                                 |
| 1969 | Кристина Ортис (Бразилия)                           |
| 1973 | Владимир Виардо (СССР)                              |
| 1977 | Стивен Де Гроте (ЮАР)                               |
| 1981 | Андре Мишель Шуб (США)                              |
| 1985 | Жозе Фегали (Бразилия)                              |
| 1989 | Алексей Султанов (СССР)                             |
| 1993 | Симоне Педрони (Италия)                             |
| 1997 | Джон Накамацу (США)                                 |
| 2001 | Ольга Керн (Россия) и Станислав Юденич (Узбекистан) |
| 2005 | Александр Кобрин (Россия)                           |
| 2009 | Нобуюки Цудзии (Япония) и Хаочен Чжан (Китай)       |
| 2013 | Вадим Холоденко (Украина)                           |
| 2017 | Йеквон Санву (Южная Корея)                          |
| 2022 | Юнчан Лим (Южная Корея)                             |

2025 Аристо Шам (Гонконг)